# Niagara Canoë Kayak Club
Le Niagara Canoë Kayak Club est une association sportive de canoë-kayak basée à Sainte Suzanne, sur l'île de La Réunion, un département d'outre-mer français dans le sud-ouest de l'océan Indien. Son nom fait référence à la cascade Niagara, une chute d'eau qui se trouve sur le territoire de la même commune.

## Personnalités

### Joueurs de kayak-polo
Équipe masculine senior N1 en 2008
- David Gomar.
- Laurent Fontaine.
- Bernard Clain.
- Cédric Nativel.
- Yoan Pause.
- Rémi Gravina.
- Gauthier Lambelin.
- Frédéric Gravina.
- Loïc Desruisseaux.
- Nathanaël Fin.

Équipe féminine senior N1F en 2008
- Jasmine Hoarau.
- Julie Hoarau, membre de l'équipe de France de kayak-polo féminin en 2008.
- Anne Hoarau, membre de l'équipe de France de kayak-polo féminin en 2008.
- Mélissa Ledormeur.
- Carole Fin, membre de l'équipe de France espoir de kayak-polo féminin en 2007.
- Ophélie Dorne.
- Amélie Comptois.
- Sylvie Pebayle.